# محوطه پشت باغه گان
محوطه پشت باغه گان مربوط به سده‌های اولیه دوران‌های تاریخی پس از اسلام است و در شهرستان بیجار، بخش مرکزی، دهستان حومه، ۳۰۰م جنوب شرقی روستای زاغه فولاد واقع شده و این اثر در تاریخ ۲۷ بهمن ۱۳۸۷ با شمارهٔ ثبت ۲۴۷۱۴ به‌عنوان یکی از آثار ملی ایران به ثبت رسیده است.